# CR-Baureihe SS7
Die CR-Baureihe SS7 (chinesisch 韶山7, Pinyin Shaoshan 7) sind Wechselstrom-Elektrolokomotiven der chinesischen Staatsbahnen mit der Achsfolge Bo'Bo'Bo', die für den Einsatz vor Güterzügen bestimmt sind. Die Leistung der SS7 beläuft sich auf 4800 kW. Die SS7 ist eine schwere elektrische Güterzuglokomotive mit sechs Achsen und wurde vom CSR-Werk in Datong entwickelt und gebaut. In die Entwicklung flossen Erkenntnisse aus der japanischen Baureihe 6K ein, die in China eingesetzt wurde.
Insgesamt wurden 113 Elektrolokomotiven vom Typ SS7 für den Einsatz in gebirgigem Terrain der Volksrepublik hergestellt, die neben den Steigungen mithilfe der Bo’Bo’Bo’-Achsformel die geringen Kurvenradien bewältigen kann.
Die erste SS7-Lokomotive wurde am 30. Dezember 1992 vorgestellt und dann zwischen März 1993 und Dezember 1994 zum planmäßigen Betrieb in das Depot Majiaoba geschickt. Nachdem der 200.000-Kilometer-Test abgeschlossen war, flossen die gewonnenen Ergebnisse in die Serienproduktion ein. Im September 1995 wurde SS7 vom Eisenbahnministerium genehmigt, 1999 ging sie in Produktion.